# Ulrich Barnickel
Ulrich Barnickel (* 6. April 1955 in Weimar) ist ein deutscher Bildhauer.

## Leben und Werk
Barnickel absolvierte zunächst eine Ausbildung zum Schmied. Barnickels künstlerischer Weg begann an der Kunsthochschule Burg Giebichenstein bei Halle, wo er 1978 bis 1984 ein Studium zum Metallbildhauer bei Irmtraud Ohme absolvierte. 1984 wurde er von den DDR-Behörden ausgebürgert.
Kennzeichnend für Barnickels Werk sind große, aus Rohren, Stangen sowie flächigen Elementen durch Schmieden, Schweißen und weitere Bearbeitungstechniken erstellte Figuren, deren Körper aus einer geknautschten Metallhaut bestehen. Offene Formen faszinieren den Bildhauer. Sie ermöglichen einen Blick in die positive und die negative Form einer Skulptur und brechen die starre monolithische Wirkung dreidimensionaler Bildnisse auf. Häufig sind es mythologische Figuren, die der Künstler in einen allgemeinmenschlichen Zusammenhang stellt.
Im öffentlichen Raum erschuf er bisher 91 Arbeiten weltweit (Stand 2018). Seine Werke stehen beispielsweise in Paris, New York, Istanbul, Havanna. Er ist auf nationalen sowie internationalen Ausstellungen vertreten. In zahlreichen Sammlungen stehen Skulpturen Barnickels. Dabei ist es vornehmlich der Werkstoff Metall, aus dem der Bildhauer seine figurativen Abstraktionen formt.
2007 wurde Barnickel mit einer Arbeit über die „Metaller an der Burg – von der angewandten Metallkunst zur Stahlplastik“ an der Bauhaus-Universität Weimar zum Dr. phil. promoviert.
Barnickel lebt seit 1987 im hessischen Schlitz und seit 2015 in seiner Geburtsstadt Weimar.

## Einzelausstellungen (Auswahl)
- 1989 Wiesbaden, Kunsthaus
- 1996 Heilbad Heiligenstadt
- 1998 Wittenberg, Cranach-Stiftung
- 1998 Apolda, Glockenmuseum, „Eisenskulpturen Ulrich Barnickel“
- 1999 Aachen, Galerie Hexagone
- 1999 Wiesbaden, Villa Clementine, „Ulrich Barnickel Eisenskulpturen“
- 2000 Schlüchtern, Synagoge
- 2001 Weimar, Kunsthalle, „Reminiscence“
- 2001 Hannover, Galerie im Tiedthof
- 2001 Memmingen, Antoniersaal
- 2003 Arnstadt, Kunsthalle
- 2004 Hünfeld, Galerie Liebau
- 2005 Kleinsassen, Kunststation
- 2006 Bamberg, Galerie Sculptur
- 2010 St. Augustin, Galerie J. Radicke
- 2010 Kleinsassen, Kunststation
- 2010 Hannover, ThyssenKrupp
- 2011 Erfurt, EGA
- 2015 St. Augustin, Galerie J. Radicke
- 2015 Fulda, Priesterseminar
- 2015 Burghaun, Galerie Liebau
- 2015 Kleinsassen, Kunststation
- 2016-17 Gotha, Kunstforum

## Ausstellungsbeteiligungen
- 1986 u. 1987: München, Haus der Kunst
- 1991: Frankfurt, Paulskirche, BBK
  - Hannover, Handwerksforum, „Metall und Email, Irmtraud Ohme und Schüler“
- 1993: Paris, Parc de la Courneuve, „Art grandeur nature“
  - New York, Convention Center, „German Crafts“
  - Wiesbaden, Kunsthaus, „Tierstücke“
- 1995: Leipzig, Grassimuseum, „Metallplastik, Burg Giebichenstein, Klasse Prof. Irmtraud Ohme, 1980 - 1995“
- 1996: Kobe, Japan, Internet-Projekt der B-Place-Gallery
- 1998: Paris, Salon d’Automne
  - Monaco, Aart’s Masters Paris Monaco
- 1999: Saumur, (Frankreich), 2ème Festival
  - Paris, Itinéraire 99
- 2000: Paris, Salon d’Automne
  - Aachen, Ludwig Forum
  - München, Haus der Kunst
- 2001: Bad Hersfeld, Kapitelsaal Museum,    
  - Euskirchen, „Euro‑Matinee“
- 2002: Hünfeld, Museum Modern Art
- 2003: Lublin, „SZTUKA REDUKTYWNA“
  - Düsseldorf, Castart 4
  - Hünfeld, Museum Modern Art
  - Plauen, Straße der Skulpturen
- 2004: Schweiz/Glarus, Stiftung Skulptura
  - Hünfeld, Galerie Libeau
  - Erfurt, Finanzzentrum
  - „Christliche Kunst“
- 2005: Lodz, Polen, Argumenta
  - Wien, MOTIVA/Austria Center
- 2006: Groß Grönau, Galerie Müller-Petz.
- 2007: St. Augustin, Galerie Radicke
  - München, Figuren aus Metall
- 2008: Meiningen, Figuren aus Metall
  - Kleinsassen, Figuren aus Metall
  - Celle, Figuren aus Metall
  - Bamberg, Figuren aus Metall
  - Aachen, Galerie Hexagone
- 2009: Erfurt, EGA
- 2010: Leipzig, Vorortost Galerie
  - Kleinsassen, mit W. Liebmann
- 2011: Erfurt, EGA
  - Weimar, Altstadtpalais
  - Izmir, EGE Universität
- 2012: Kornwestheim, Kleihues-Bau 2013
- 2013: Weißenfels, Schlossmuseum
- 2015: St. Augustin, Galerie Radicke
- 2018: St. Augustin, Galerie Radicke
- 2021: Merseburg, Sitte Galerie
- 2021: Schkeuditz, Artkapella

## Skulpturen/Öffentlicher Raum
- Bernhards, Kirche

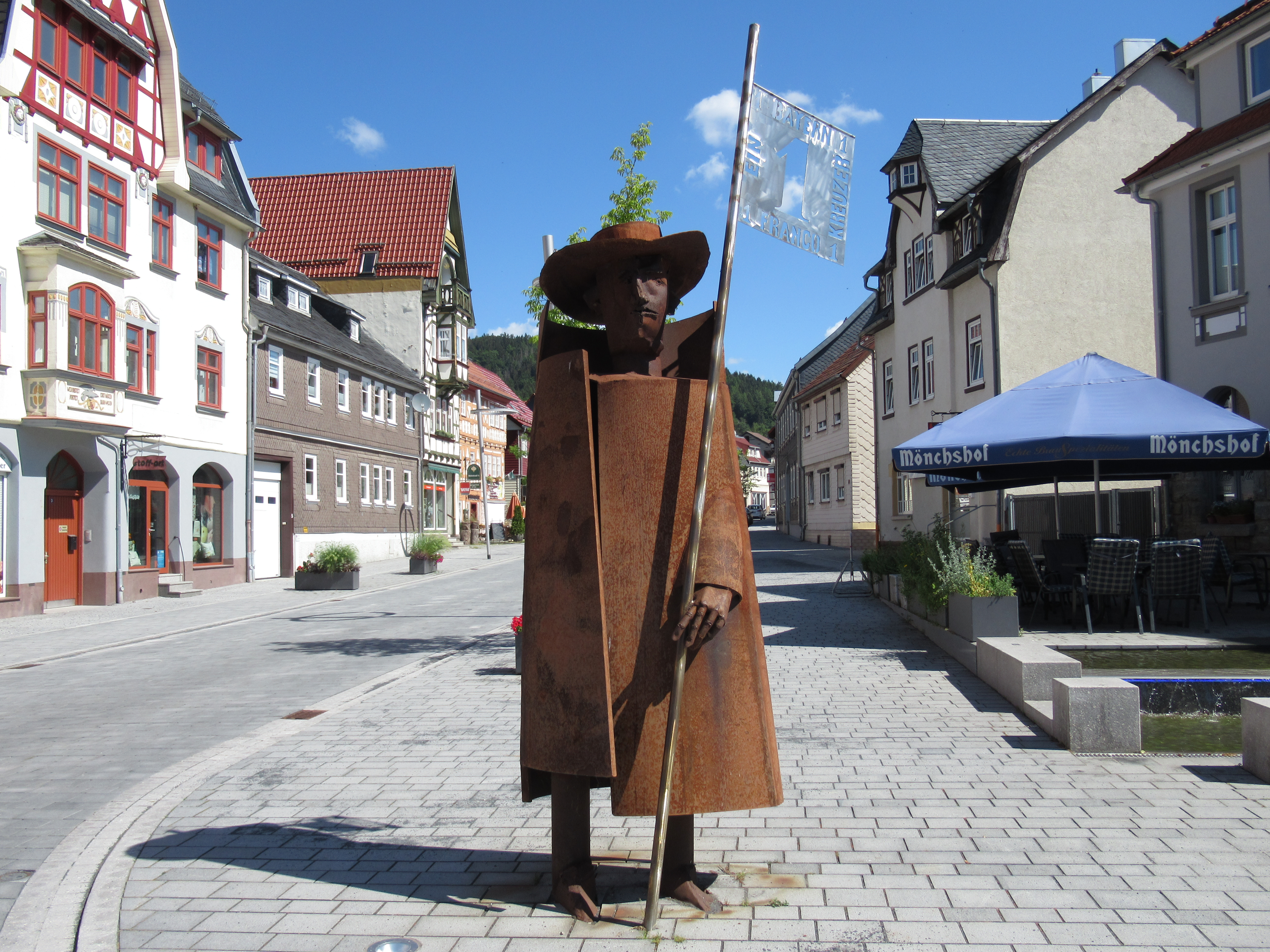
„Platzwächter“, Zella-Mehlis (2018)

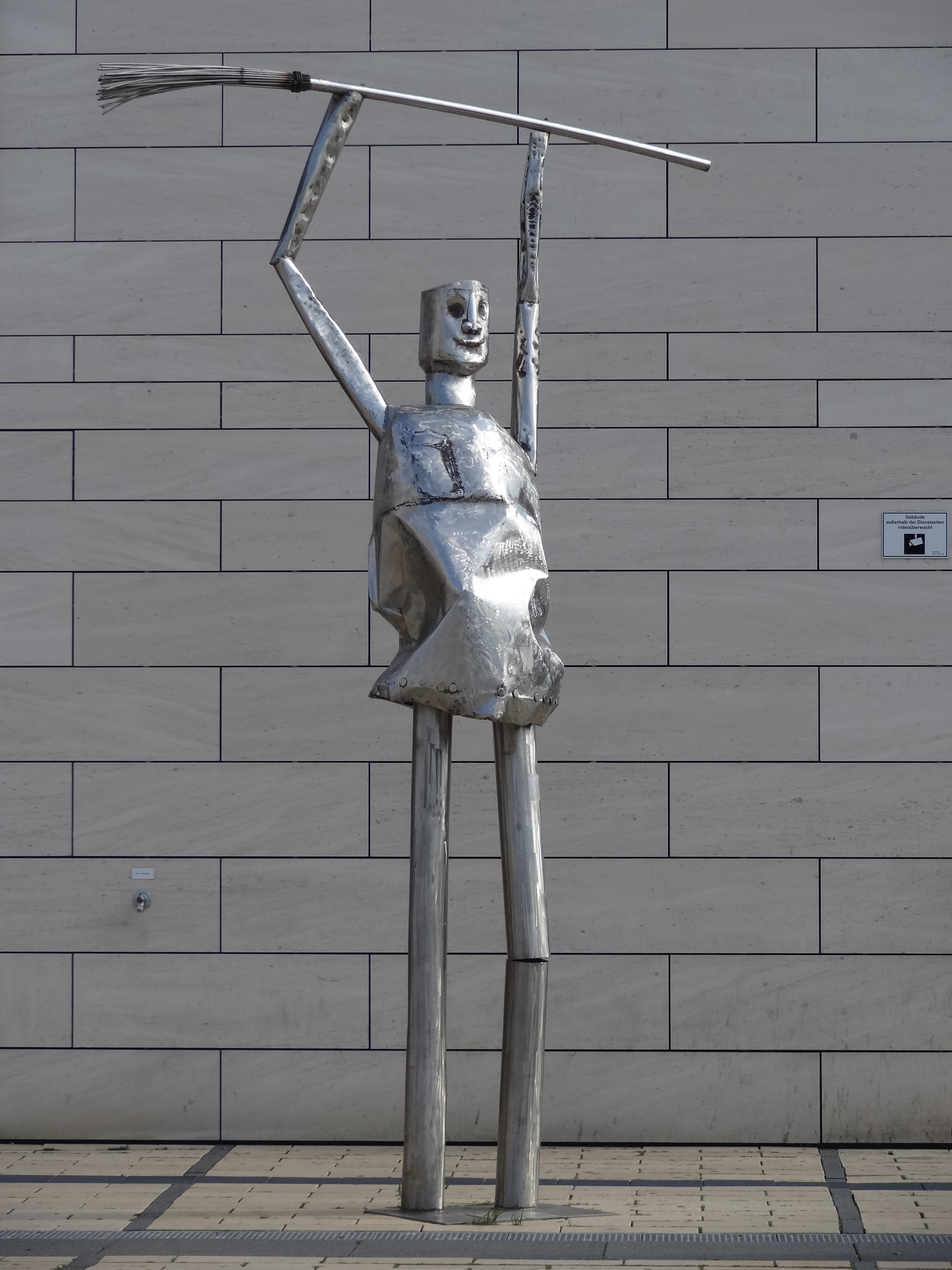
Hohlplastik „Paris“ aus Edelstahlblech, Rathaus Gießen (2009)

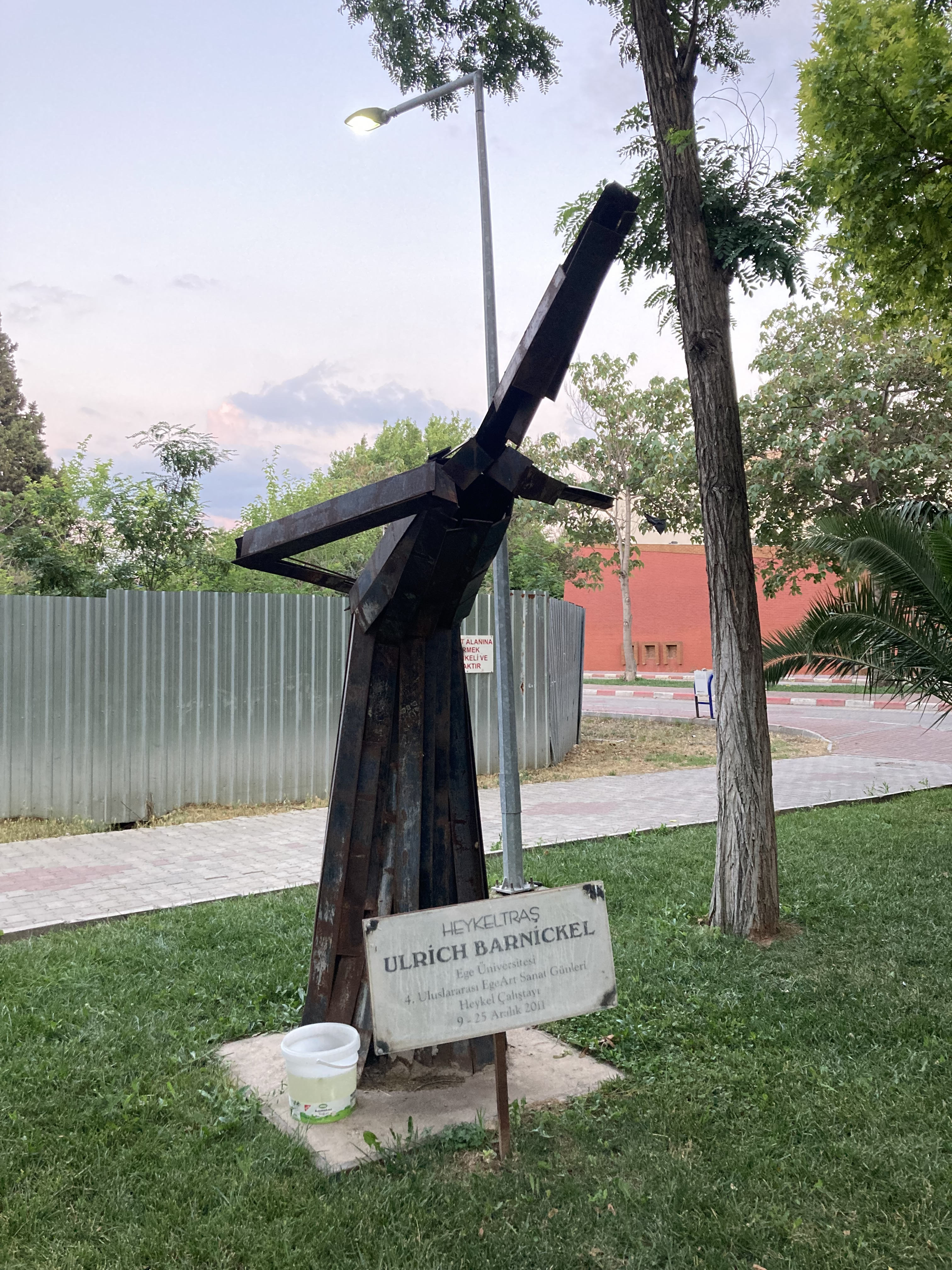
Ege Üniversitesi 4. Internationale Kunsttage. Bildhauerwerkstatt, 9.–25. Dezember 2011.

- Schlitz (Post-Uhr mit Trachtenpaar)
- Hünfeld, Sparkasse (Unterwegs – Eisen)
- Dt. Beamtenbund Berlin
- Hojer, Dänemark (Schritt – Eiche)
- AGA Berlin (Bittsteller – Eisen)
- Kleinsassen (Erstehung – Eisen, Entspannt – Eiche)
- Hünfeld (Brille, Kupfer Vorhang, Schuh; Schreibfeder, Drachen)
- Lauterbach (Falcon-VA)
- Schlüchtern / Amtsgarten (Vögel – Eisen)
- Alsfeld (Schuh – Kupfer)
- Maintal – Dörnigheim DRK Heim (Glas Altar, 3× Garten Kleinplastik – Behütet, Freude, Trauer, Angler)
- Havanna, Kuba (Im Wind – Eisen)
- Schlüchtern, Jüdischer Friedhof (Stele)
- Fulda, Genossenschaftsbank, jetzt Poppenhausen (Baum mit Traube, Uhu, Fuchs)
- Poppenhausen, Kunstmeile (10 Arbeiten in Holz)
- Schlüchtern (Weitzeldenkmal – VA)
- Istanbul, Türkei IAM, Altunizade
- Turunce / Türkei (Denker – Holz groß)
- Berlin, Deutscher Beamtenbund
- Poppenhausen, (Rathausgarten Pfahlsitzer – Eiche, Radfahrer – Eisen, Arschgesicht Steinrückhaus – Eiche, Lebensbaum – Eisen, Doppelfigur – Eisen verzinkt Altersheim)
- Gotha, Helios Kreiskrankenhaus (Empfangen + Hoffnung – Eiche)
- Großenlüder, Bürgerhaus (Schriftzug + Georg mit Drachen - VA, Amtsgarten – 12 Sternzeichen - Granit)
- Schlitz, Landesmusikakademie (Flötenspieler - VA) und Katholischer Kindergarten (Elflein – Eisen)
- Fulda, Arte Altstadthotel (Efeuwand – VA, Bonifatius – Eisen, Einradfahrer – Eisen)
- Fulda, Aschenbergplatz (Opa mit Hund, Voyeur, Junge, Mutter mit Kind – Stahl)
- Hünfeld, St. Ulrich (Altar – Eisen)
- Stiftung Point Alpha - Geisa (Weg der Hoffnung – 20 Arbeiten – Eisen)
- Paris – Pantin /Frankreich (Tor zum Leben – Eisen)
- Fulda, Fulda-Galerie (Hubschrauber – Eisen)
- Fulda, Astrid Lindgren Schule (Integration – VA)
- Katzow, Skulpturenpark (Wir sind doch alles Neger – Eisen)
- Gießen, Rathaus (Paris – VA)
- Erfurt / Sammlung EGA (Verwurzelter Flug – Eisen)
- Wiesbaden, Dykerhoff (Anlehnung – Beton)
- Weimar, Schiller-Gymnasium (Anlehnung – Beton)
- Fulda, Klinikum (Anlehnung – Beton)
- Ohrdruf / Tobiashammer (Bach als Kurrente Sänger – Eisen)
- Berlin / Loge zu den 3 Weltkugeln
- Izmir/ Türkei / EGE Universität (Flötenspieler – Eisen)
- Izmir/ Türkei / EGE Universität (Derwisch Tänzer – Eisen)
- Feldatal/ (Nagelschmied – VA)
- Gersfeld/ Simmelsberg Hütte (Skiläufer – Eisen)
- Zell unter Teck Marienkirche (Zyklus Weg der Hoffnung – Bronze)
- Fulda Mollenhauer Werkstatt (Flötenspieler – Eisen)
- Hünfeld Bahnhof (Mahnmal Antifaschismus / Rückkunft – Eisen)
- Frankfurt-Rödelheim (Rufer – VA)
- Hünfeld (Bürovorsteher – Eisen)
- Geisa Stiftung point Alpha (Mag Euch nicht sehen – Eisen)
- Unterbreizbach (Wächter – Eisen)
- Fulda Brauhaus (Bierkrug – Eisen)
- Frankfurt Mitte (Dukatenscheißer – Eisen)
- Geisa Schlossplatz (Papst Johannes Paul II – Eisen)
- Fulda-Böckels (Hund – Eisen)
- Frankfurt Flughafen - Bundespolizei (Der Mensch – Eisen)
- Würzburg /Kantstraße (Denker – Eisen)
- Wiesbaden/ Rhein-Ecke Bahnhofstrasse (Dialog – VA)
- Kranlucken (Feuermann – Eisen)
- Fulda Domgarten (Bonifatius – Eisen)
- Bad Homburg (Lebensfreude – VA)
- Zella-Mehlis (Platzwächter – Eisen)
- Mainz, Pax-Bank (Kruzifix)
- Erfurt, Pax-Bank (Kruzifix + Bild: Segnen – Acryl auf Leinen)
- Spessartbogen Wanderweg (Märchenschatulle – Eisen + Farbe)
- Aschaffenburg (Pumper – Eisen)
- Frankfurt Altschwanheim (Schuld und Sühne – Eisen)
- Motten /Rhön FA. Schreiber (Stolzer Handwerker – Eisen/VA)
- Berlin-Steglitz, Paulskirche (Fürbitten Boot – Eisen)
- Zella-Mehlis (Anglertrilogie - 3 Figuren – Eisen)
- Hünfeld Mediana (Nächstenliebe - 2 Figuren – Eisen)

## Schriften
- Ulrich Barnickel : Lochk-ARTENWERK, Weimar 1996
- Ulrich Barnickel 96-99, Ulenspiegel-Verlag Erfurt/Gotha 1999, ISBN 3-932655-10-9
- Restaurierung von Metall an historischen Gebäuden, DVA 2002, ISBN 3-421-03407-9
- Die „Metaller der Burg“ von der angewandten Metallkunst zur Stahlplastik, Cuvillier 2007, ISBN 978-3-86727-289-6
- mit Konrad Merz: Weg der Hoffnung: Der Kreuzweg am Point Alpha, B3 Verlag 2012, ISBN 978-3-938783-98-6